# Volksbank Gemen
Die Volksbank Gemen eG war eine Genossenschaftsbank mit Sitz im Stadtteil Gemen in der nordrhein-westfälischen Kreisstadt Borken im Kreis Borken.

## Geschichte
Den Grundstein für die Volksbank Gemen eG legten 63 Bürger aus Gemen und Gemen-Kirchspiel am 3. März 1895 mit der Gründung des „Gemener Spar- und Darlehenskassenverein eGmuH zu Gemen“ in der früher selbstständigen Gemeinde Gemen. Im Geschäftsjahr 1895 hatte die Vereinigung 95 Mitglieder. Die Bilanzsumme für das Jahr 1895 belief sich auf 11.130 Mark.
Das erste reguläre Kassenlokal befand sich im Hause Weck, Neustraße, dann im Hause Pöpping in der Pelzerstraße; danach wurde es in die frühere Schule (jetzt Tinnefeld) verlegt, später nach Übernahme von Rendant Rudolf Winkel bis Januar 1961 in dessen Haus.
Im Jahr 1948 lag die Eröffnungsbilanz der damaligen Spar- und Darlehnskasse Gemen eGmbH – nach der Währungsreform – bei 160.297 DM.
Im Februar 1961 erfolgten die Bankgeschäfte erstmals im eigenen Gebäude an der Neumühlenallee 5. Am 30. Mai 1970 feierte die Spar- und Darlehenskasse Gemen eGmbH ihr 75-jähriges Jubiläum. Fünf Jahre später – am 30. August 1975 – erfolgte die Umfirmierung zur Volksbank Gemen eG. Die Bank hat sich bis heute ihre Eigenständigkeit bewahrt.
Am 3. September 1983 eröffnete die Volksbank ihr neues Bankgebäude an der Neumühlenallee 2 in Gemen.
Am 22. Juni 1995 feierte die Volksbank Gemen ihr 100-jähriges Jubiläum. Ehrengast der Jubiläumsveranstaltung war der ehemalige Bundesaußenminister und Vize-Kanzler der Bundesrepublik Deutschland Hans-Dietrich Genscher.
Im Jahr 2000 sollte die Fusion der Volksbank Gemen mit der damaligen Borkener Volksbank eG, jetzt VR-Bank Westmünsterland, erfolgen. In der Generalversammlung am 17. Februar 2000 wurde die Fusion durch die Mitglieder der Volksbank Gemen abgelehnt. Im Geschäftsjahr 2013 überstieg die Bilanzsumme der Volksbank Gemen erstmals die 100-Millionen-EUR-Grenze.
Im Jahr 2024 fusionierte die Volksbank Gemen mit der Volksbank in der Hohen Mark eG.

## Rechtsverhältnisse
Die Volksbank Gemen eG war im Genossenschaftsregister beim Amtsgericht Coesfeld unter GnR 147 eingetragen.

## Organisationsstruktur
Rechtsgrundlagen waren das Genossenschaftsgesetz und die durch die Generalversammlung beschlossene Satzung. Organe der Bank waren der Vorstand, der Aufsichtsrat und die Generalversammlung.

## Sicherungseinrichtung
Die Volksbank Gemen eG war der amtlich anerkannten Sicherungseinrichtung des Bundesverbandes der Deutschen Volksbanken und Raiffeisenbanken GmbH und der zusätzlichen freiwilligen Sicherungseinrichtung des Bundesverbandes der Deutschen Volksbanken und Raiffeisenbanken e.V. angeschlossen.

## Geschäftsausrichtung
Die Volksbank Gemen eG betrieb das Universalbankgeschäft. Im Verbundgeschäft arbeitete sie mit der DZ Bank, R+V Versicherung, Bausparkasse Schwäbisch Hall, Teambank, VR Leasing,  DZ Hyp und der Union Investment zusammen.

## Geschäftsgebiet
Das Geschäftsgebiet lag im Osten von Borken und im Süden des Kreises Borken.